# 分節運動
分節運動（ぶんせつうんどう、英: segmentation）とは、1分間に10数回くらいの周期的な運動である。

## 運動
小腸のある部分の輪状筋が収縮して、ところどころにくびれ（節）をつくり、次に節と節との間の膨れた部分がくびれをつくるという運動である。これを、1分間に10数回くらいの割合で約30分間同じ場所で繰り返す。このような運動が小腸のところどころにみられる。これによって消化液と糜粥が混和し、吸収が行われるのである。